# Juliet Reeves London
Juliet Reeves London (* 12. September 1978 in Andrews, Texas als Juanita Diana Reeves) ist eine US-amerikanische Schauspielerin.

## Leben
Bereits im jungen Alter trat Reeves London mit ihrer Familie in einem Wanderzirkus auf. Sie lernte das professionelle Schauspiel später im Art Sake Studio in Winter Park in Florida. Danach hatte sie Weiterbildungen im Dee Wallace Stone Studio in Los Angeles und im Working Actors Studio in Tampa, Florida.
Ihre erste Fernsehrolle hatte sie 2003 in einer Episode der Fernsehserie CSI: Miami. Es folgten in den nächsten Jahren Filmrollen in Low-Budget-Filmen. 2011 wurden ihre Szenen mit Nicolas Cage in Der letzte Tempelritter rausgeschnitten. 2012 wirkte sie in größeren Filmproduktionen wie Lady Vegas, Abraham Lincoln Vampirjäger und The Iceman mit. 2013 war sie in Nebenrollen in Die Unfassbaren – Now You See Me, Dallas Buyers Club und Die Tribute von Panem – Catching Fire zu sehen.
Reeves ist seit dem 3. Juni 2014 mit dem Schauspieler Jeremy London verheiratet und trägt seit dem den Nachnamen Reeves London. Das Paar hat zwei Kinder.

## Filmografie
- 2003: CSI: Miami (Fernsehserie, Episode 2x01)
- 2004: The Lunar Pack
- 2006: Girlfriends (Fernsehserie, Episode 6x13)
- 2006: Larry the Cable Guy: Health Inspector
- 2006: Run for Blood
- 2007: All Wrapped Up
- 2008: Zombies! Zombies! Zombies!
- 2009: Second Coming
- 2010: Peripheral (Kurzfilm)
- 2011: Purdie & Pepper (Kurzfilm)
- 2011: Illumination (Kurzfilm)
- 2012: Lady Vegas
- 2012: Abraham Lincoln Vampirjäger (Abraham Lincoln: Vampire Hunter)
- 2012: Common Law (Fernsehserie, Episode 1x12)
- 2012: The Iceman
- 2012: Treme (Fernsehserie, Episode 3x06)
- 2012: Tennessee Queer
- 2013: Texas Chainsaw 3D
- 2013: Die Unfassbaren – Now You See Me (Now You See Me)
- 2013: Dallas Buyers Club
- 2013: Die Tribute von Panem – Catching Fire (The Hunger Games: Catching Fire)
- 2014: Barfuß ins Glück (Barefoot)
- 2014: Category 5 (Fernsehfilm)
- 2015: The Big Short
- 2016: Girl in Woods
- 2016: Monsters Anonymous (Kurzfilm)
- 2017: Branded
- 2018: The Dreamfactory (Fernsehserie, Episode 1x01)
- 2018: Cornbread Cosa Nostra